# Fictie

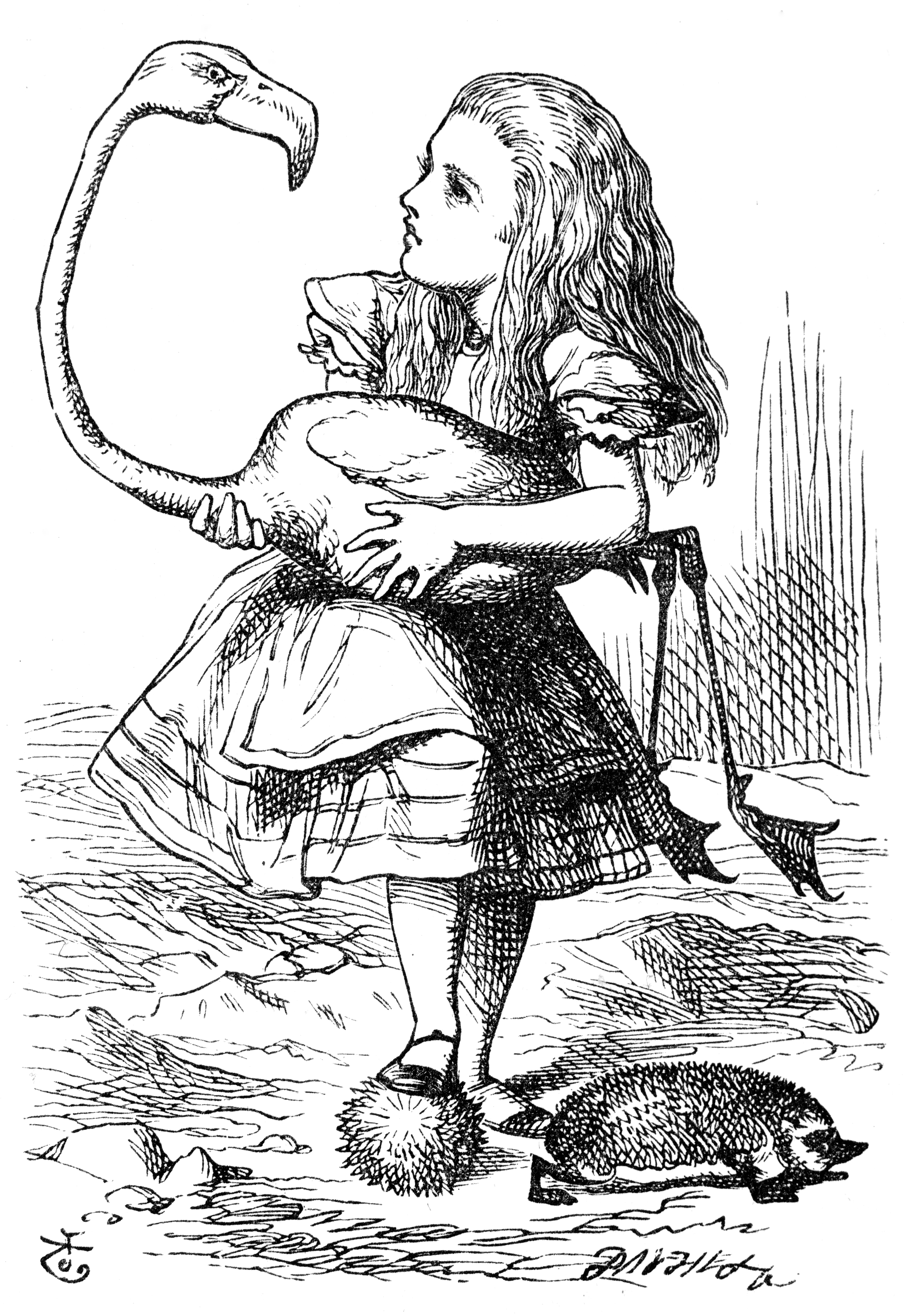
Illustratie van John Tenniel uit Lewis Carrolls Alice's Adventures in Wonderland. De hoofdpersoon Alice speelt een apart spelletje croquet.

Met fictie (Latijn: fictio, "vorming") wordt in de narratologie een verhaal of gedachtegang aangeduid, die zich hoofdzakelijk in de fantasie van de auteur en de lezer afspeelt. Dit in tegenstelling tot non-fictie, die uitgaat van de feitelijke werkelijkheid. De term is ontleend aan het Franse fiction. Het literair genre van de roman wordt tot de fictie gerekend omdat de belangrijkste elementen in de tekst - de verteller, de personages en de gebeurtenissen - verzonnen (ontsproten aan het brein van de schrijver) of fictief zijn. 
Met non-fictie worden informatieve teksten of beelden aangeduid, die hoofdzakelijk betrekking hebben op de realiteit. 

## Soorten
Met name sprookjes, romans, novellen, toneelstukken, poëzie, stripverhalen, videospellen en fantasiefilms worden beschouwd als fictie, ook als ze deels op feiten berusten (in het laatste geval spreekt men ook wel van faction). 
Fictie kan worden onderverdeeld in realistische en niet-realistische fictie.

### Realistische fictie
Realistische fictie verhaalt gefantaseerde gebeurtenissen die zich in de werkelijkheid zouden kunnen voordoen. Daarnaast kunnen plaatsen, gebeurtenissen en personen aan de werkelijkheid ontleend zijn. Ook kan een gefantaseerde vertelling door de werkelijkheid worden ingehaald. Jules Vernes roman Van de aarde naar de maan (De la Terre à la Lune, 1865) beschreef een destijds onmogelijke gebeurtenis, die echter in 1969 werkelijkheid werd toen Neil Armstrong en Buzz Aldrin de maan betraden en veilig terugkeerden. Realistische fictie doet zich aan de lezer voor als iets dat echt gebeurd is.

### Niet-realistische fictie
Niet-realistische fictie beschrijft gebeurtenissen die onmogelijk in het echte leven kunnen voorkomen, omdat ze bijvoorbeeld bovennatuurlijk zijn, uitgaan van een afwijkende wereldgeschiedenis of onmogelijke techniek vereisen. Veel fictie is van dit type, bijvoorbeeld Alice In Wonderland, het epos In de ban van de Ring, de film Source Code (2011) en de avonturenromans over Harry Potter en de boeken/films over Twilight.

### Literaire fictie en genrefictie
Fictiewerken die gewaardeerd worden om hun literaire kwaliteiten, worden tot de literaire fictie gerekend. Fictiewerken die geschreven zijn in een bepaald genre, en zich specifiek richten op een bepaald lezerspubliek, noemt men genrefictie.